# Попель ІІ
Попель ІІ (пол. Popiel ІІ; ? — 843) — легендарний правитель IX століття західно-слов'янського («прото-польського») племені гоплян або полян, останнього члена доп'ястівської династії Попелідів. За словами літописців Галла Аноніма, Яна Длугоша і Мартіна Кромера, як наслідок його поганого правління, він був повалений, оточений його підданими і з'їдений живцем мишами у вежі в Крушвиці.
Як свідчить легенда, князь Попель був жорстоким і корумпованим правителем, який піклувався тільки про вино, жінок та пісні. Він перебував під сильним впливом своєї дружини, красивої, але жадібної до влади німецької принцеси. Через погане правління Попеля і його нездатність захистити землю від мародерів-вікінгів, його двадцятеро дядьків змовилися повалити його; однак, за намовою своєї дружини, він їх усіх отруїв під час свята (вона могла б зробити це сама). Замість кремації тіл, як це було прийнято, він кинув їх в озеро Гопло.
Коли прості люди побачили те, що зробили Попель та його дружина, вони повстали. Подружжя знайшло прихисток у вежі поруч з озером. Історія оповідає, що зграя щурів і мишей (які були нагодовані незгорілими тілами дядьків Попеля), перегризши стіни, увірвалися до вежі і зжерли Попеля та його дружину заживо.
На березі озера Гопло стоїть середньовічна вежа, що отримала назву Мишача вежа; проте, вона не може бути місцем подій, описаних в легенді, так як була збудована приблизно через 500 років після цих подій.